# Tipula (Sinotipula) josephus
Tipula (Sinotipula) josephus is een tweevleugelige uit de familie langpootmuggen (Tipulidae). De soort komt voor in het Nearctisch gebied.